# 캘리포니아 칼리지 오브 디 아츠
캘리포니아 칼리지 오브 디 아츠(영어: California College of the Arts, CCA)는 1907년에 설립된 캘리포니아주의 사립 대학이다.